# Sammy Angott
Samuel Engotti, meglio noto come Sammy Angott, soprannominato The Clutch (Washington, 17 gennaio 1915 – 22 ottobre 1980), è stato un pugile statunitense.
Campione del mondo dei pesi leggeri dal 1940 al 1941.
La International Boxing Hall of Fame lo ha riconosciuto fra i più grandi pugili di ogni tempo.

## Gli inizi
Proveniente da una famiglia di origine italiana, divenne professionista nel 1935.

## Carriera da professionista
Nel 1940 batté in un incontro valido per il mondiale dei leggeri Daveu Day e, l'anno seguente, Lew Jenkins.
Incontrò i migliori pesi leggeri e welter della propria epoca, come Sugar Ray Robinson, Willie Pep, Beau Jack, Fritzie Zivic, Henry Armstrong.
Uno solo dei suoi antagonisti riuscì a sconfiggerlo prima del limite, l'afroamericano Beau Jack.